# Liza Snyder
Liza Snyder (Northampton, Massachusetts; 20 de marzo de 1968) es una actriz estadounidense, más conocida por su interpretación de Christine Hughes en la comedia de la CBS Yes, Dear.

## Carrera
Hizo su debut en el cine con Cadena de favores (2000). El mismo año organizó Funny Flubs & Screw Ups; en 2002 ella organizó la publicidad más grandes del Súper Bowl II. Algunos de sus otros créditos en televisión incluyen papeles regulares en Jesse y en Sirenas. También ha tenido papeles como invitada en series y programas de televisión, como Chicago Hope, Murder, She Wrote, Race Against Time:The Search for Sarah, Innocent Victims y Down the Shore. En 2007 estuvo en el video musical de la canción «Sweep The Leg» de No More Kings haciendo de la novia de William Zabka. En 2011 fue estrella invitada en un episodio de House, interpretando a una paciente que necesitaba un trasplante de pulmón.

## Vida personal
Su padre es profesor de teatro en la Smith College, y su madre es una cantautora. Sus abuelos maternos, Johnny Green y la actriz Betty Furness, fueron cinco veces ganadores del Oscar al mejor compositor.[cita requerida]
Se graduó de la Neighborhood Playhouse School of the Theater de la ciudad de Nueva York, donde estudió actuación bajo la tutela de Sanford Meisner.